# Puntillisme

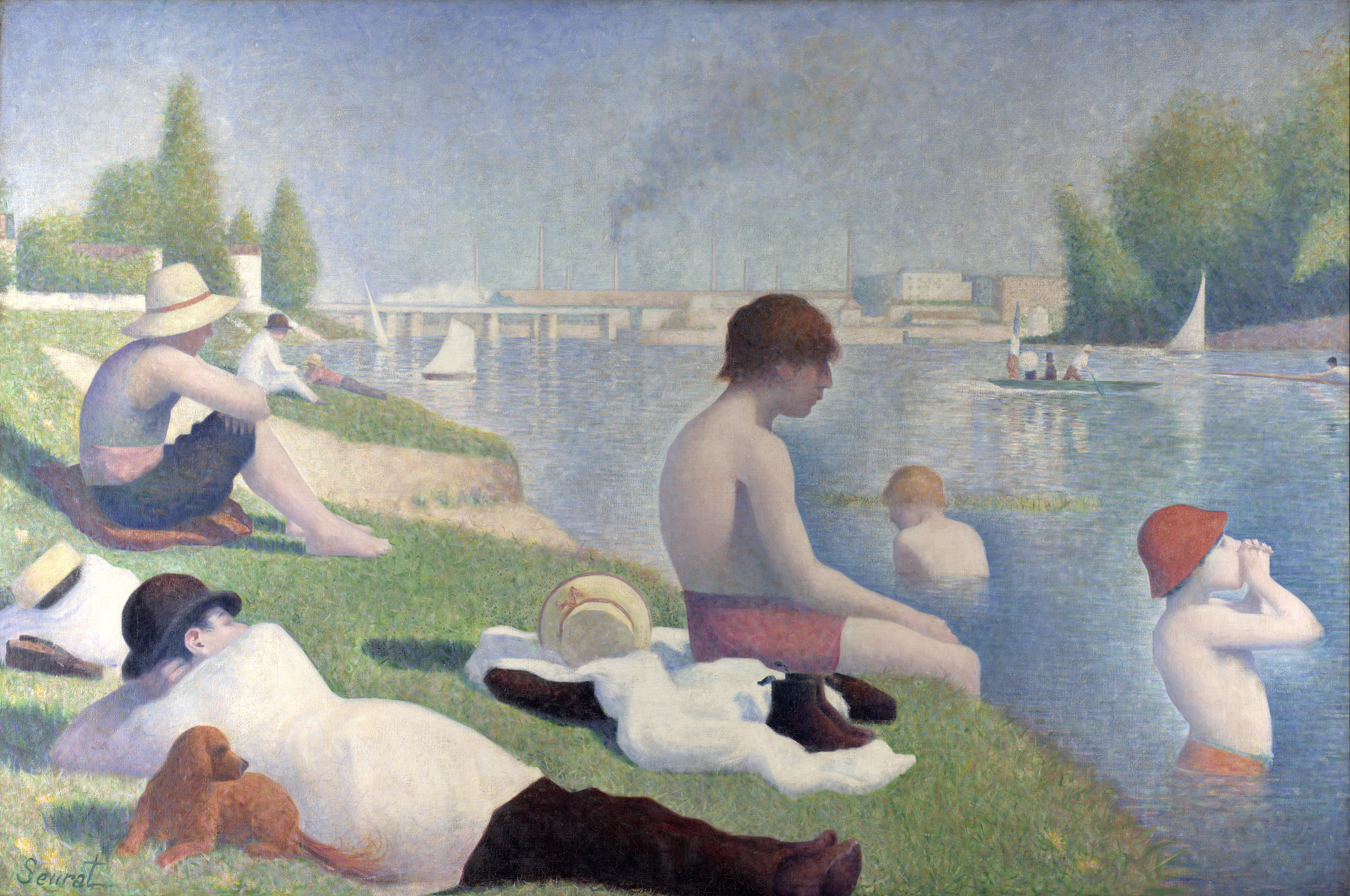
Un bany a Asnieres primer quadre puntillista de Georges Seurat (1883).

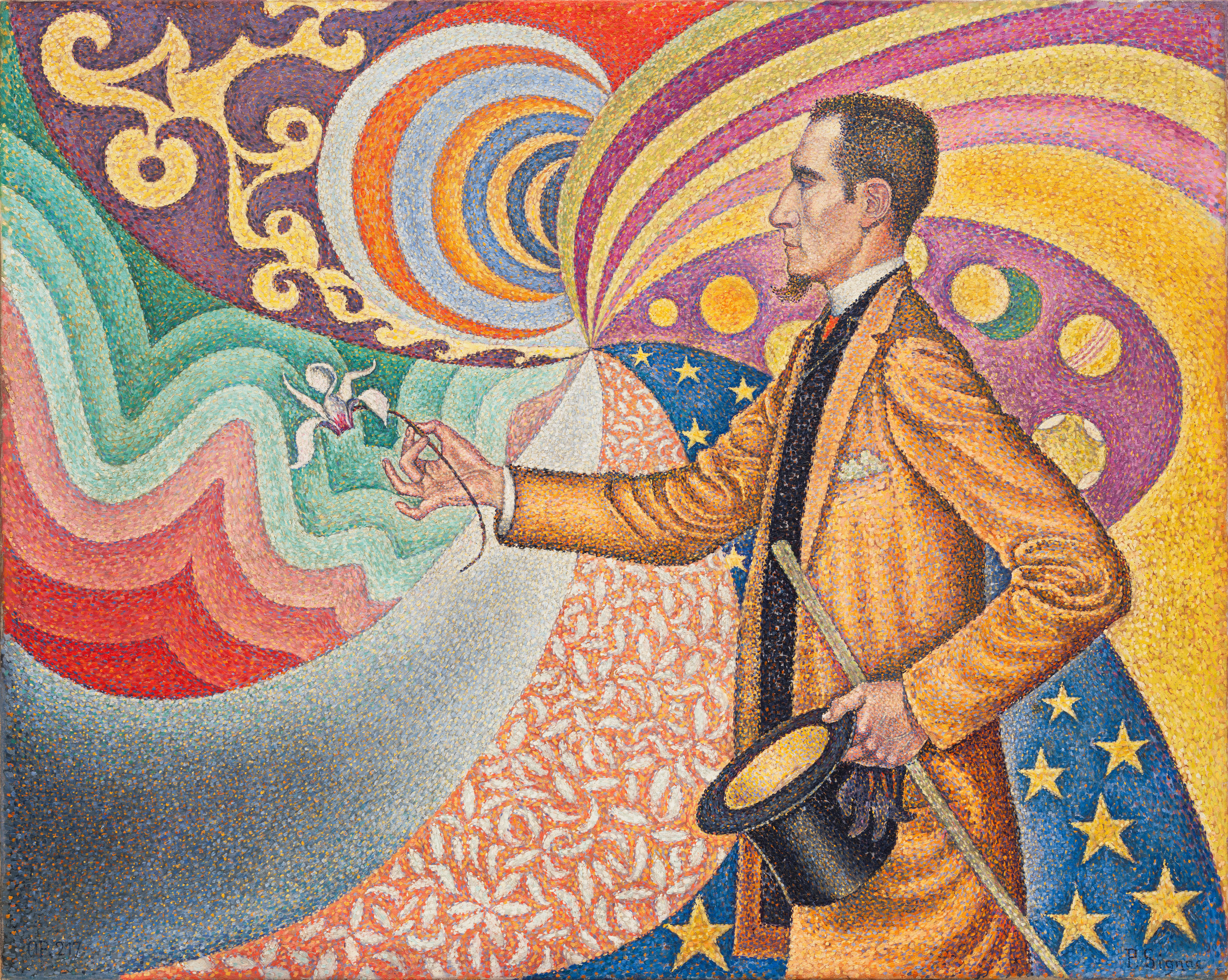
Félix Fénéon per Paul Signac, (1890) Museu d'Art Modern de Nova York.

El puntillisme és una tècnica de pintura que apareix per primera vegada el 1884, encapçalat pel pintor neoimpressionista Georges Seurat, i entre els seus més fidels seguidors es trobaven Henri Edmond Cross i Vlaho Bokovac. El procediment emprat per aquests artistes, consistent en posar punts de colors purs, en lloc de pinzellades sobre la tela, va ser el resultat dels estudis cromàtics portats a terme per Georges Seurat (1859-1891), pintor francès, qui el 1883 va arribar a la divisió de tons per la posició de tocs de color que, mirats a una certa distància, creen en la retina les combinacions desitjades. Un altre dels més importants seguidors del puntillisme va ser Paul Signac participant junt amb Seurat i d'altres neoimpressionistes a la fundació d'artistes independents el 1884, tots ells seguidors del puntillisme o del divisionisme.

## Concepte
Aquest moviment, dintre de les coordenades del postimpressionisme, parteix, també, de la imatge de la natura, és a dir, del mateix motiu que els impressionistes, però per a ells seran unes lleis físiques i fisiològiques molt determinades les que caracteritzen l'essència de la pintura. El seu material de reflexió seran, sobretot, els escrits de Charles Blanc i, d'una manera més radical els impressionistes, els tractats científics de Chevreul, Sutter i d'altres. Gràcies a ells, el puntillisme va veure obert davant seu un camp en què la seva feina hauria de ser l'aplicació metòdica dels seus coneixements i la reconciliació dels rígids principis del dibuix amb els principis òptics intuïts pels grans coloristes. La ment lògica i reflexiva d'aquests pintors demanava la reducció de l'instint a l'ordre, de l'impuls al càlcul, reduint a l'essencial, no solament els temes de la vida moderna o el paisatge, sinó també el mètode impressionista de presentar-los.
La declaració de Charles Blanc (El color, que està controlat per lleis fixes, es pot ensenyar com la música), publicada per primera vegada el 1865 a la seva coneguda Gramàtica Ades arts du dessin, resumeix perfectament l'actitud dels puntillistes davant les possibilitats expressives de l'art i indica el seu programa. Segons això, igual que existeixen relacions matemàtiques entre els tons musicals, hi ha relacions físiques entre els colors, que poden demostrar-se al laboratori i realitzar-se efectivament a l'estudi. Per tal d'estudiar amb més detall la interacció dels colors i els seus complementaris, alguns puntillistes van confeccionar un disc en què reunien tots els matisos de l'arc de Sant Martí, units els uns als altres mitjançant un nombre determinat de colors intermedis. A la seva paleta també utilitzaven el blanc barrejat amb els colors primaris, el que els permetia obtenir una multitud de tons que anaven d'un color amb una lleugera presència de blanc fins a un blanc quasi pur. El disc es completava de manera que els matisos purs es concentraven al voltant del centre, des d'on anaven esvaint-se cap al blanc fins a arribar a la perifèria.

## Tècnica

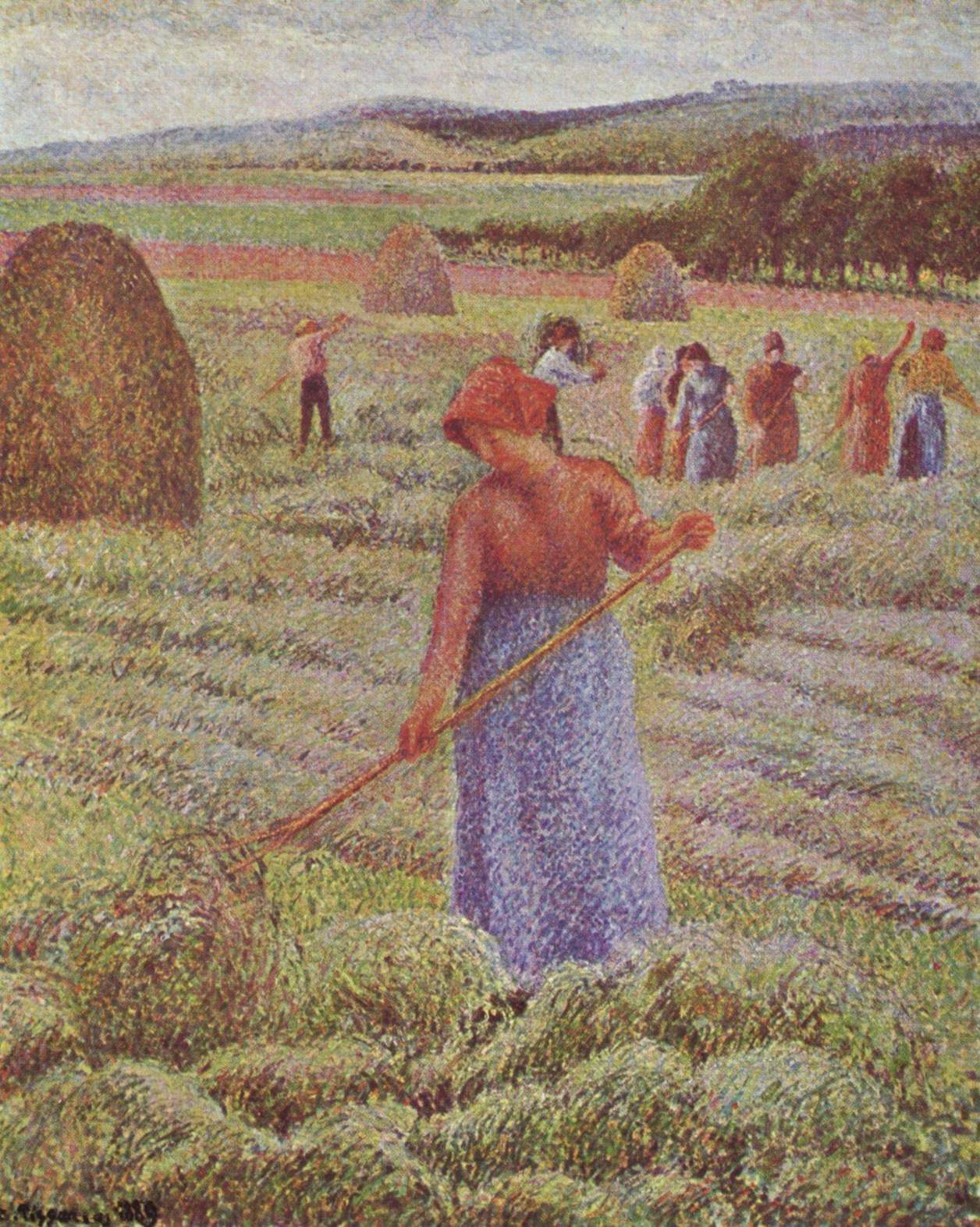
Collita del fenc a Éragny-sur-Epte per Pisarro (1889)

Els experiments físics havien provat també que la barreja de colors els embruta i desemboca finalment al negre. Per això, l'única barreja capaç de produir l'efecte desitjat és l'òptica, que es converteix així en el factor predominant de la seva execució. Després d'haver reunit separadament a les seves teles els elements individuals de color presents a la natura, el pintor assignava a la retina de l'espectador la tasca d'unir-los novament. La tècnica de pinzellades dels impressionistes no permetia l'exactitud matemàtica que necessitaven els puntillistes per aplicar el seu sistema amb ple rendiment. Mitjançant l'adopció de minúscules pinzellades en forma de punt van aconseguir acumular, també sobre superfícies reduïdes, una gran varietat de colors i tons, cada un dels quals es corresponia amb un dels elements que contribuïa a l'aparença de l'objecte. A una distància determinada aquestes partícules diminutes es mesclen òpticament i el resultat havia de produir una intensitat de colors molt més gran que qualsevol barreja de pigments. En aquest sentit, els seus estudis de llum i color sobrepassen els realitzats per qualsevol dels impressionistes, però també es van trobar amb més grans dificultats. Amb més coneixements i un ull més disciplinat, havien de trobar tots els matisos de l'espectre lluminós, així com una manera d'il·luminar o enfosquir un matís donat en relació amb els contrasts simultanis produïts pels colors que l'envoltaven.
Pissarro es va unir també al nou moviment i l'any 1886, va escriure al seu marxant per explicar-li la naturalesa d'aquesta nova tècnica:
| « | Cercar una síntesi moderna mitjançant mètodes amb base científica, és a dir, basats en la teoria dels colors creada per Chevreul, als experiments de Maxwell i als càlculs de O.N. Rood; reemplaçar la barreja de pigments per la barreja òptica, i això significa descompondre tons en els seus elements constitutius, ja que la barreja òptica produeix lluminositats més intenses que les creades per barreja de pigments. | » |

Malgrat estar aparentment encertat la denominació de puntillisme, sobretot pel que fa a la tècnica d'aquest grup, ni Seurat ni Signac la van acceptar mai i tots dos van condemnar i van evitar rigorosament aquest terme a favor del de «divisionisme», que abastava millor totes les seves innovacions.

## Puntillisme musical
Alguns compositors van traslladar les conclusions del mètode puntillista al camp músical. Així com l'ull compon colors que no són aquí, l'oïda fa el propi: relaciona els sons separats i els interpreta com una melodia. Però, al contrari que el moviment pictòric, el puntillisme musical persegueix la dissociació.